# Ephydra millbrae
Ephydra millbrae är en tvåvingeart som beskrevs av Jones 1906. Ephydra millbrae ingår i släktet Ephydra och familjen vattenflugor. Inga underarter finns listade i Catalogue of Life.